# Havas-villa
A Havas-villa (vagy Dreher-villa) egy mára elhagyatott, rossz állapotú villa Budapest X. kerületében, Kőbányán, a Csajkovszkij-park mögött, ami egykor a villa kertje volt.

## Története
A villát Havas József jogász, Pest városi tanácsos építtette, mikor 1834-től kezdve több környékbeli szőlős telket is felvásárolt. Valószínűleg 1856-ban épült fel és nagy valószínűséggel Hild Károly (Hild József öccse) tervezte klasszicista stílusban. Maga az építési engedély 1856. március 31-i keltezésű.
Az épület születésének oka egyszerű volt: Havas még abban az évben megnyitotta Magyarország első konyakgyárát a szomszédos telken. Nem sokkal később, 1859-ben el is adta mindkettőt; a vevő, Perlmutter Jakab már sörgyártással próbálkozott. Tőle vásárolta meg aztán 1862-ben a sörfőzdéjével együtt Dreher Antal, hogy aztán itt alapítsa meg híres sörgyárát.
A gyár sikerei nyomán anyagi lehetőség nyílt a villabővítésre, -fejlesztésre is, ami már Feszl Frigyes tervei alapján készült el 1872-ben. A két oldalirányú toldás teljes mértékben illeszkedett az eredeti épület stílusjegyeihez. 1907-ben Hubert József tervei alapján a hátsó homlokzathoz is toldottak egy kiugró részt, de továbbra is megmaradt klasszicista épületnek.
A második világháborúig a Dreher Sörgyárak mindenkori vezérigazgatójának volt fenntartva, majd a háború után államosították, a kastély kertjét pedig közparkká nyilvánították és aszerint átalakították. A ma Csajkovszkij-park nevű területen később a rendszerváltásig KGST piac működött.
A villát a munkásőrség bázisává alakították és leválasztották a parkról, így máig az épület bejáratától alig pár méterre egy vasbeton kerítés igyekszik a bámészkodókat távol tartani, feltéve ha a gondozatlan, elhanyagolt parkon át valaki idáig próbálna merészkedni. 
A szocializmusban megszokott módon az épület kívül is és belül is gyors romlásnak indult, de különös módon az egykori cserépkályhák többsége (szinte minden szobában volt egy, lévén építésekor nem alakítottak ki központi fűtéses rendszert) használható állapotban fennmaradt.
A rendszerváltás után sem fordítottak gondot állapotának legalább a megőrzésére, de őrzését megoldották, így a további pusztulástól némiképp megmentették. Ma kamerák figyelik a kerítésen belüli területet.
A lecsupaszított épületet 2008 óta a kőbányai önkormányzat szervezésében évente egyszer, a kőbányai pincerendszerrel együtt bárki ingyenesen meglátogathatja.

## Képtár

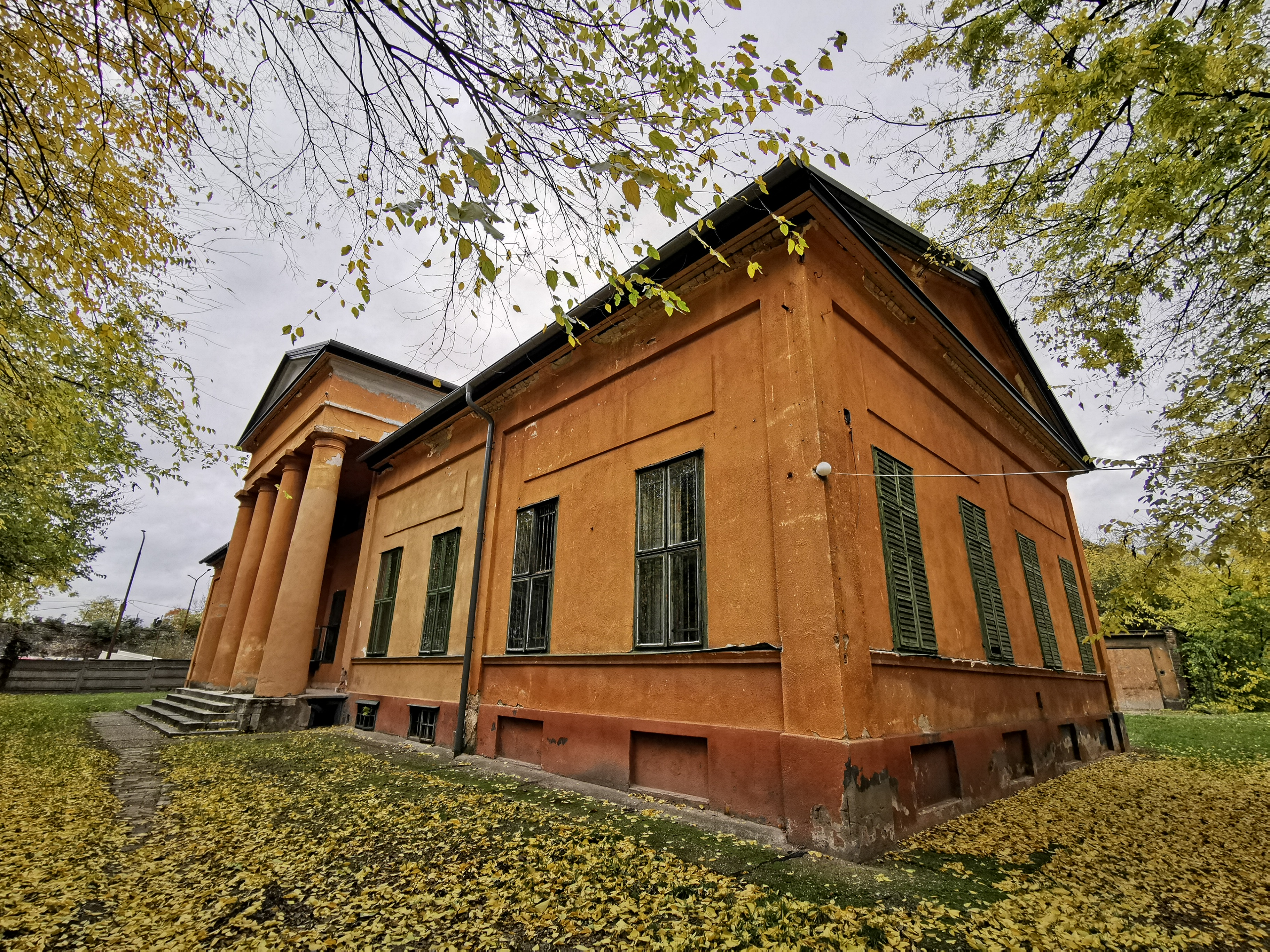
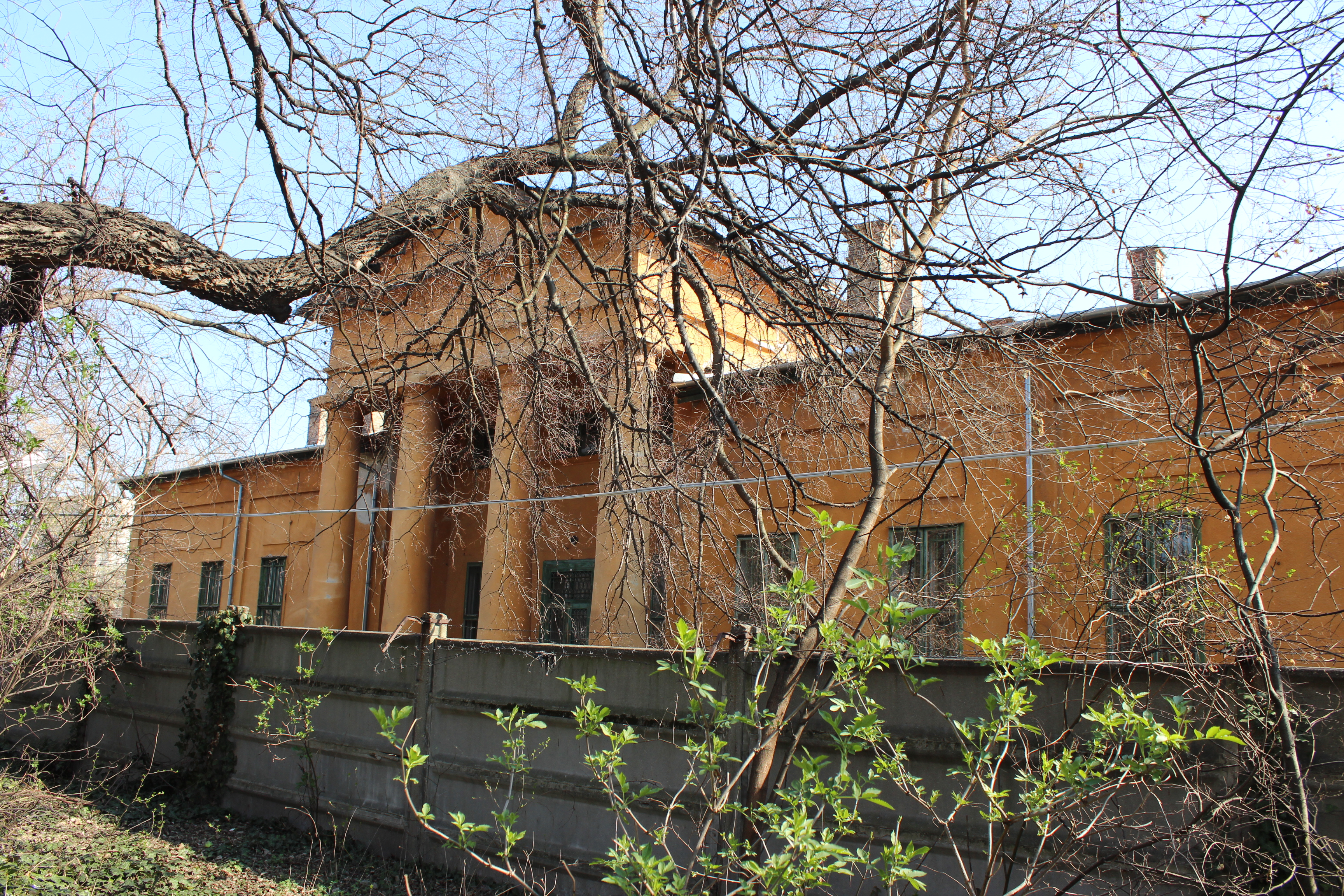
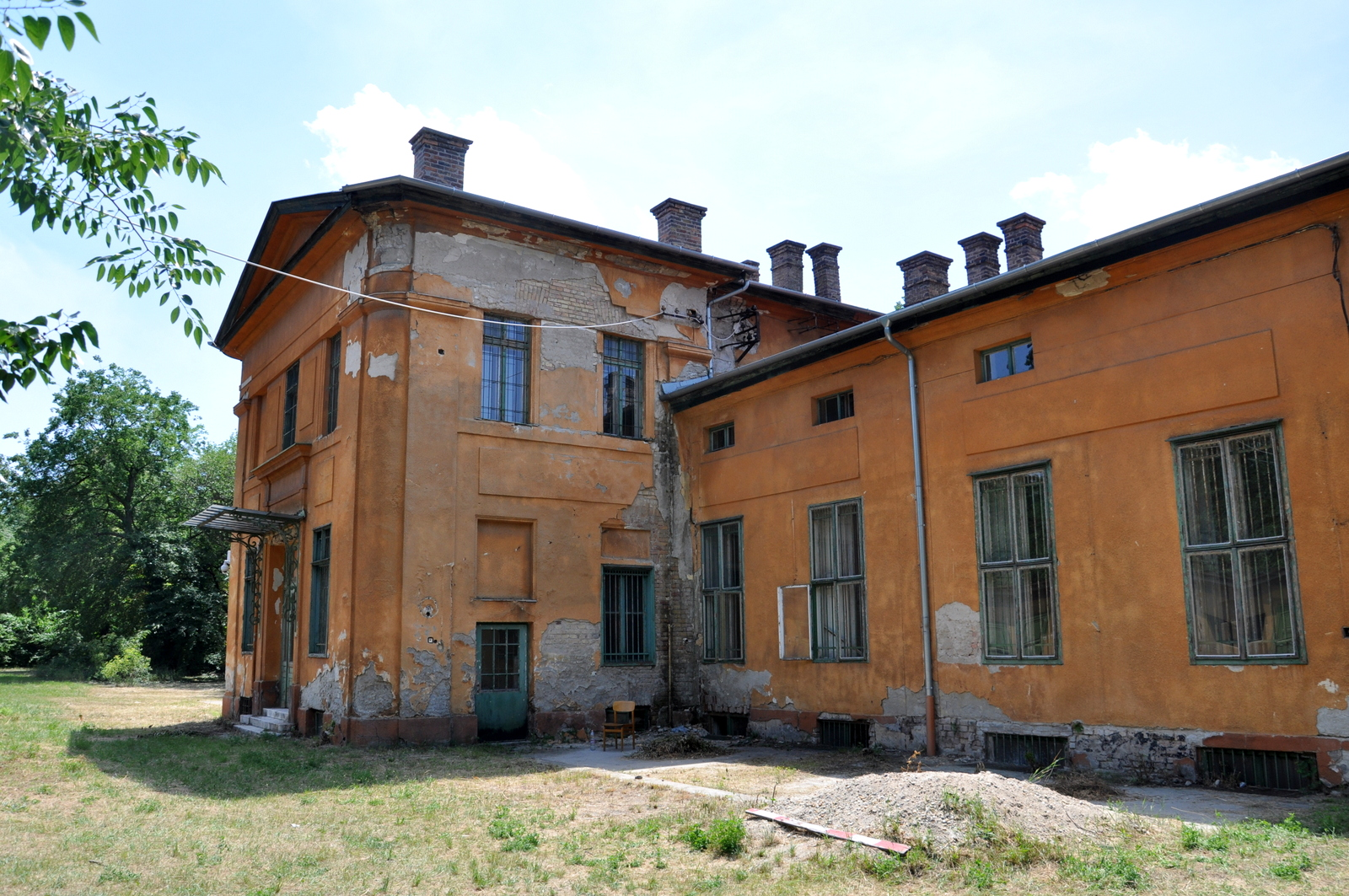
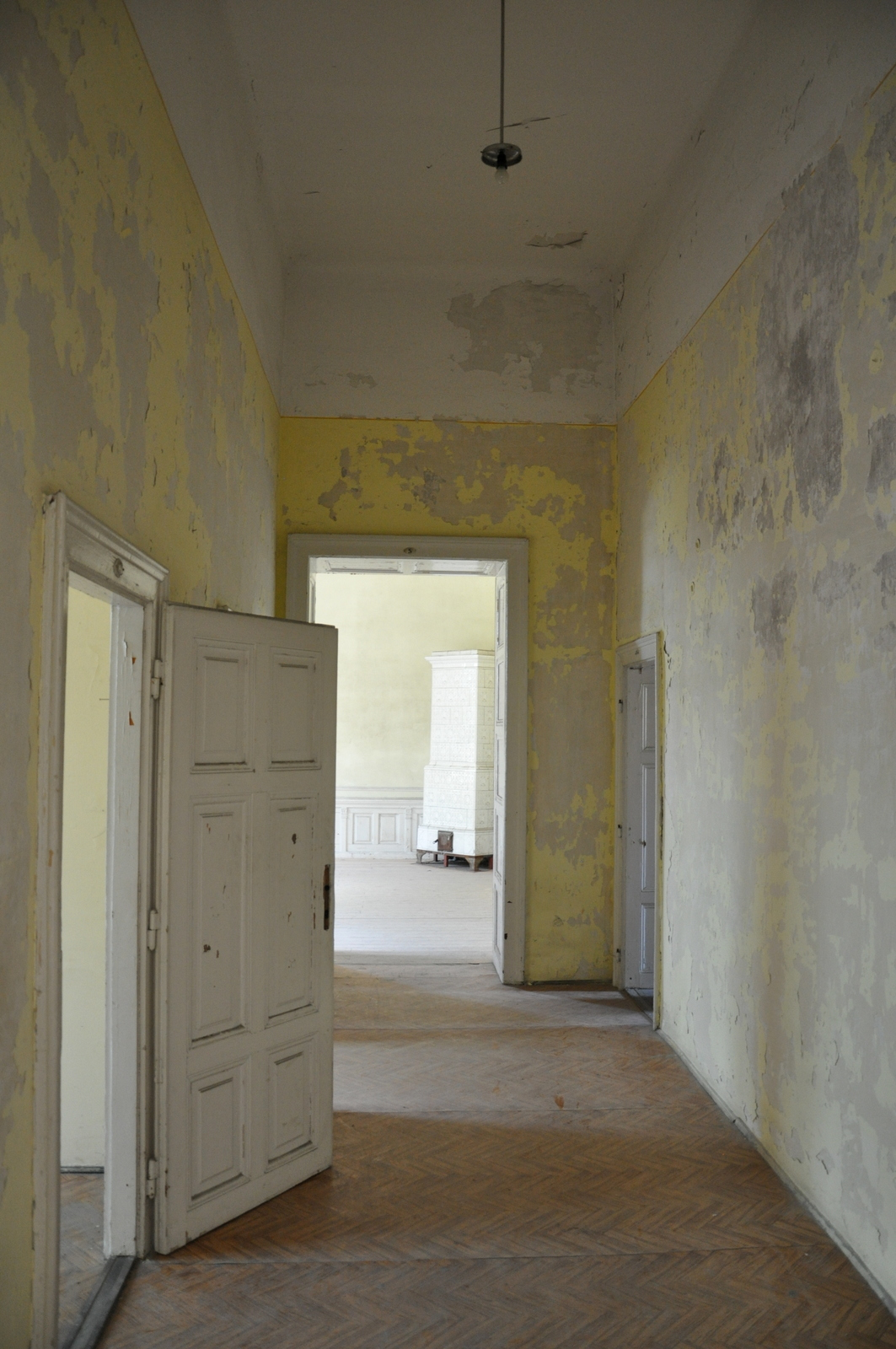
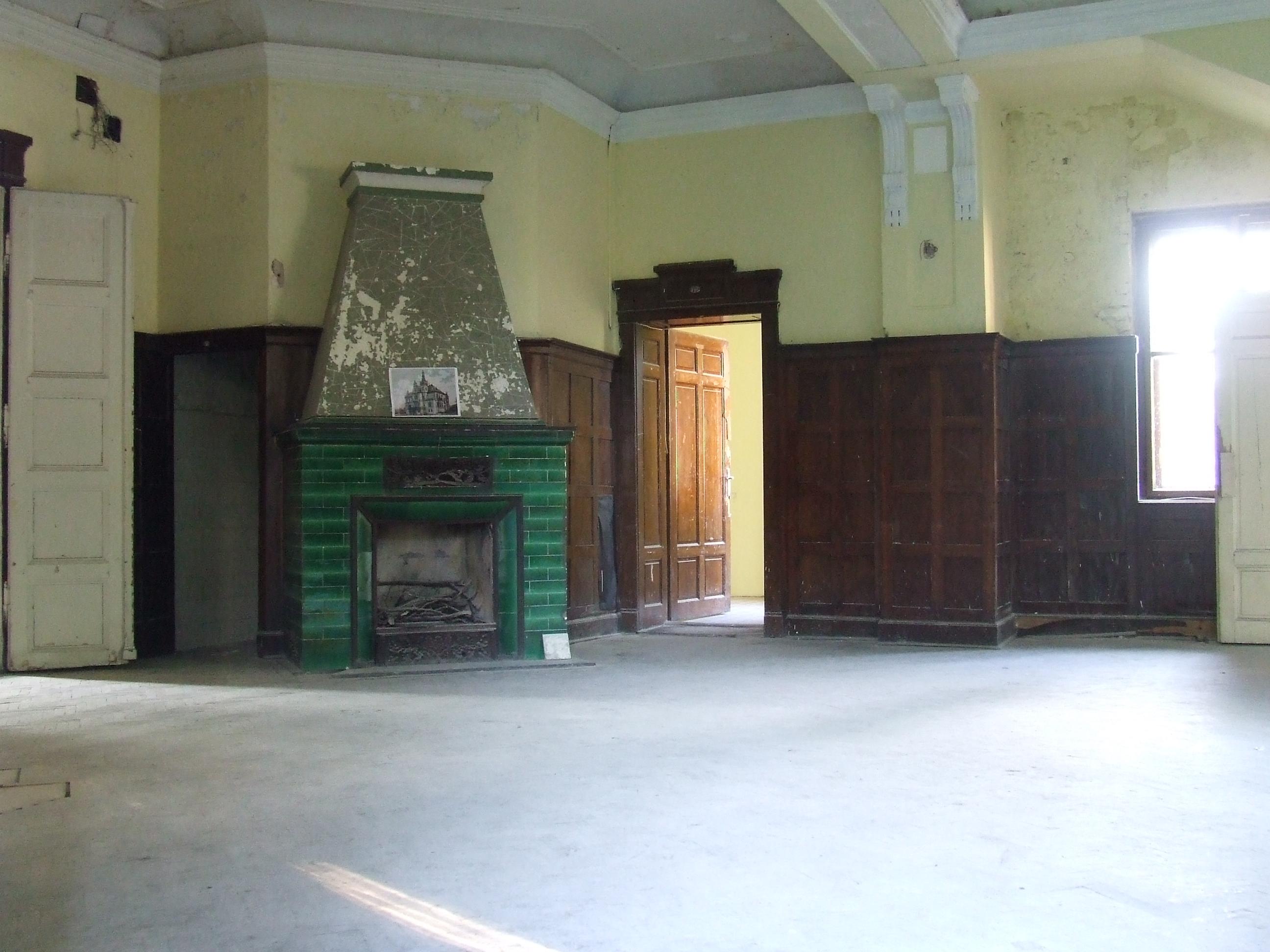
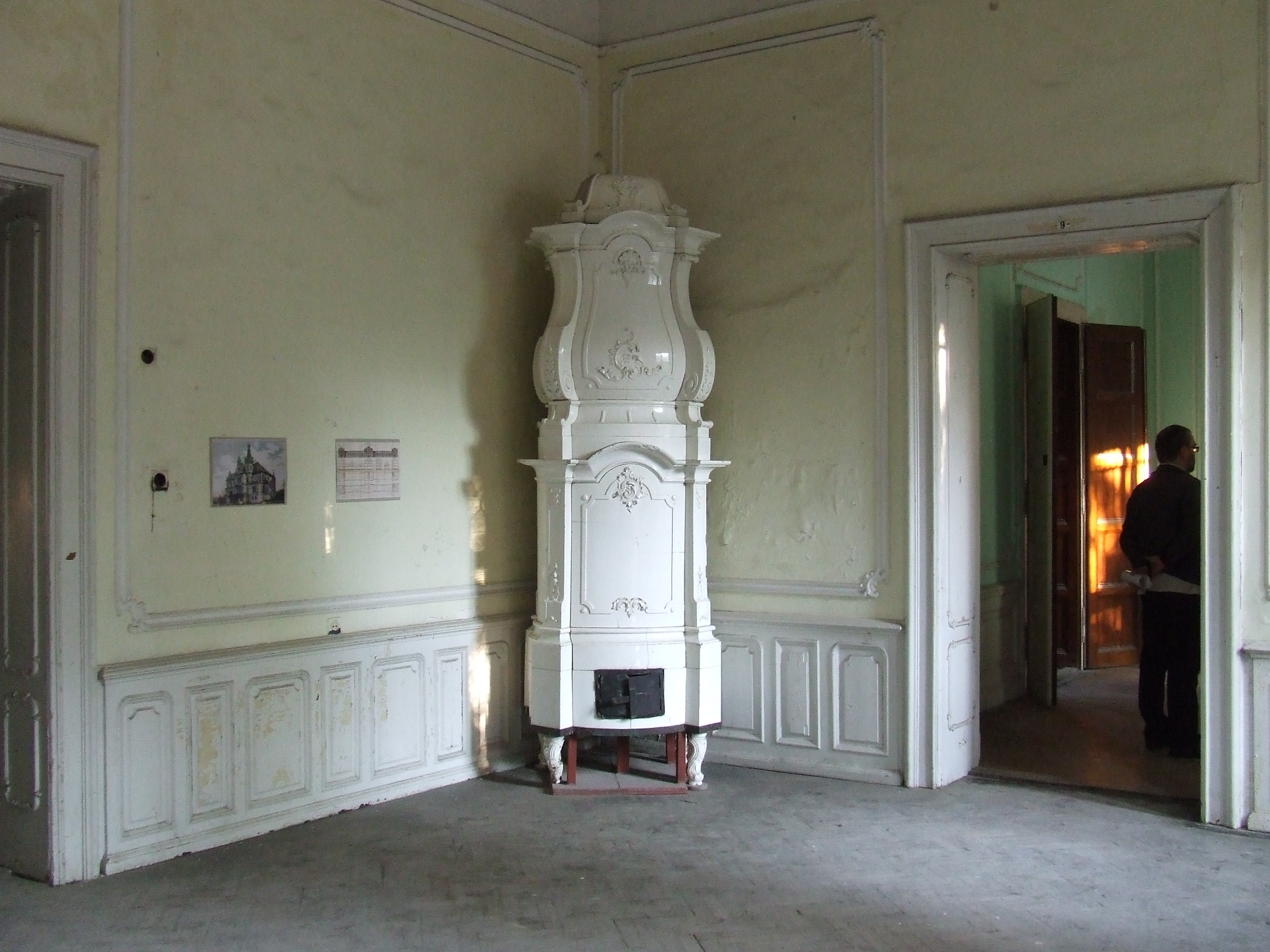
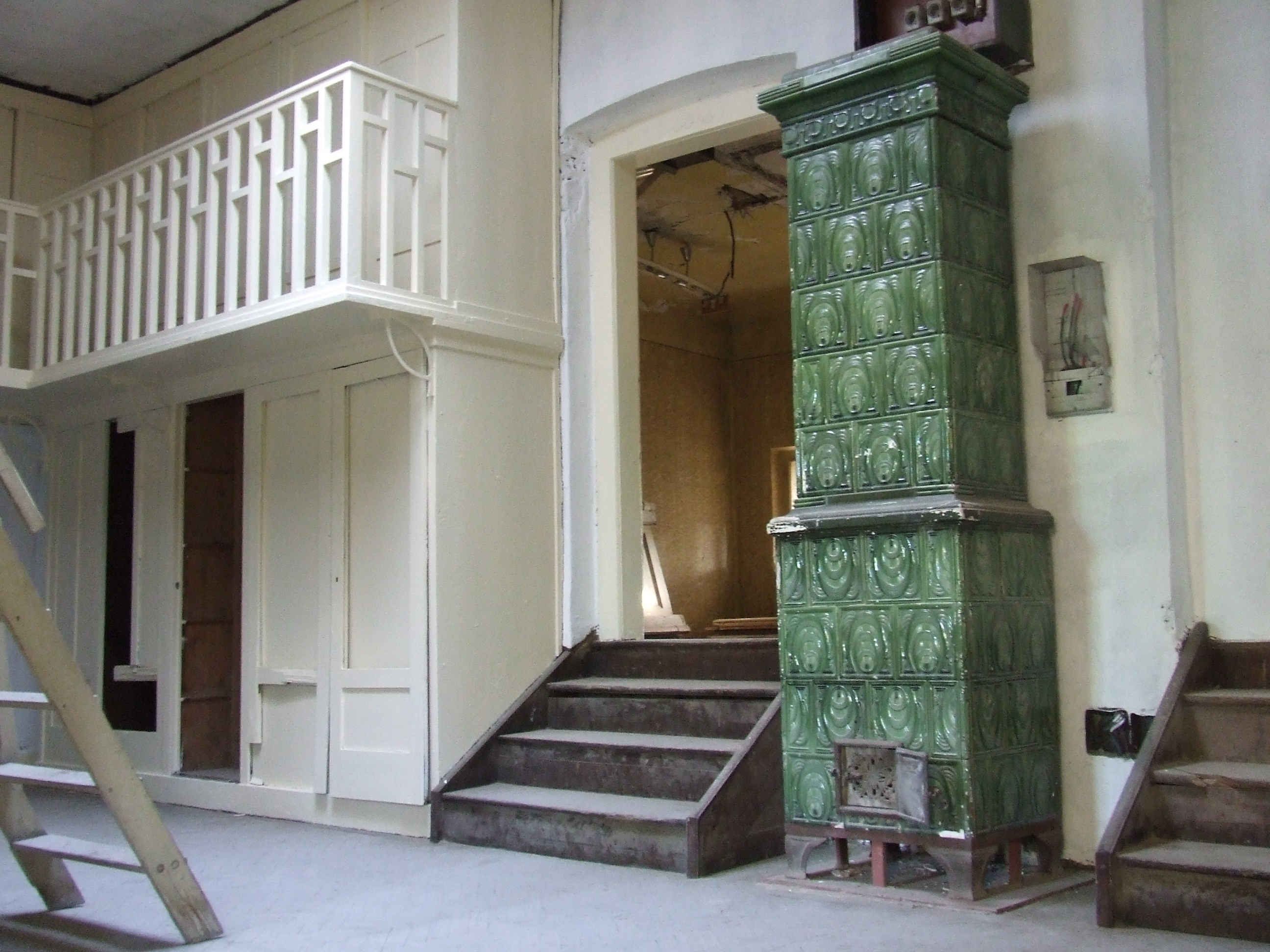
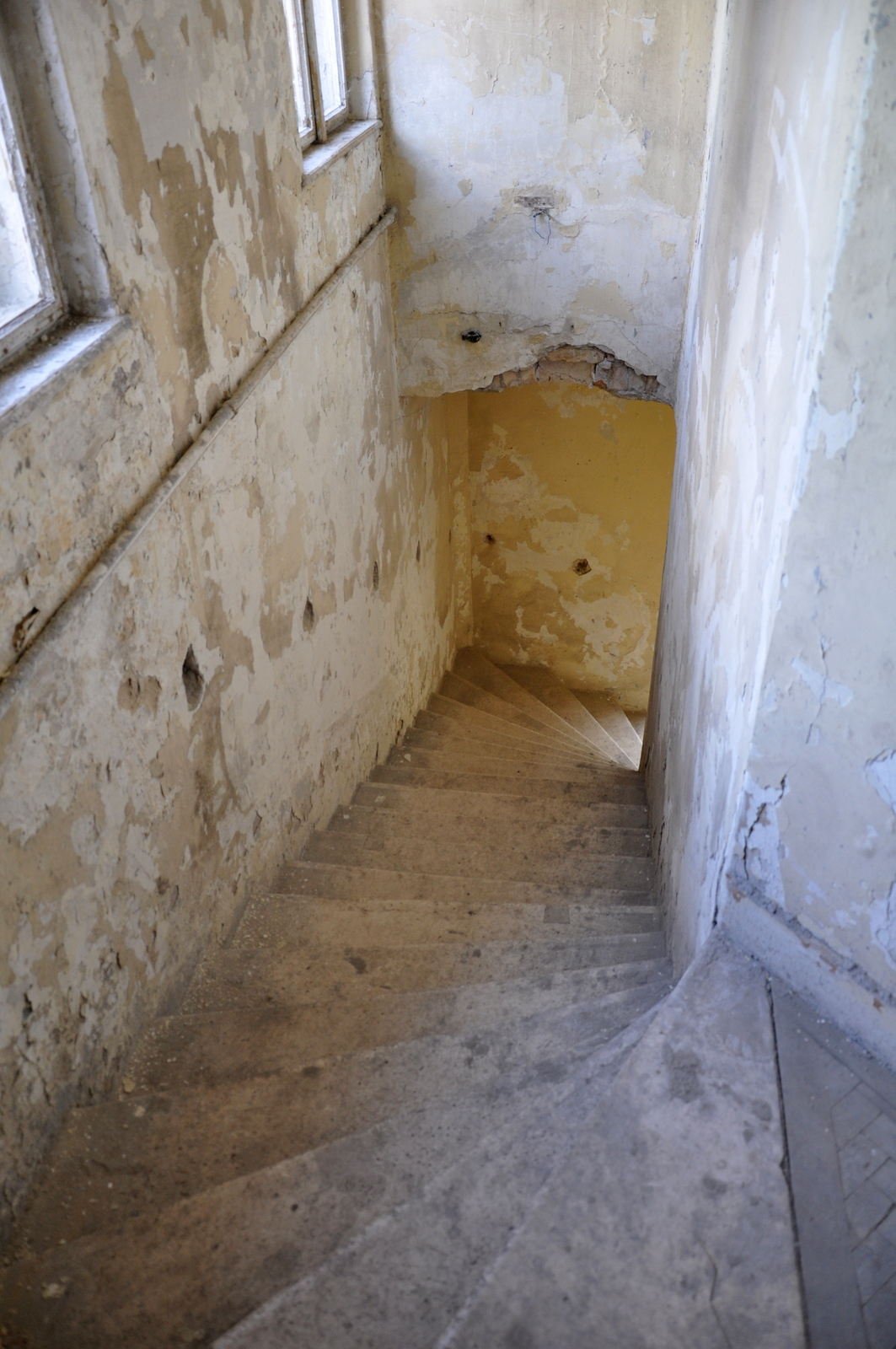
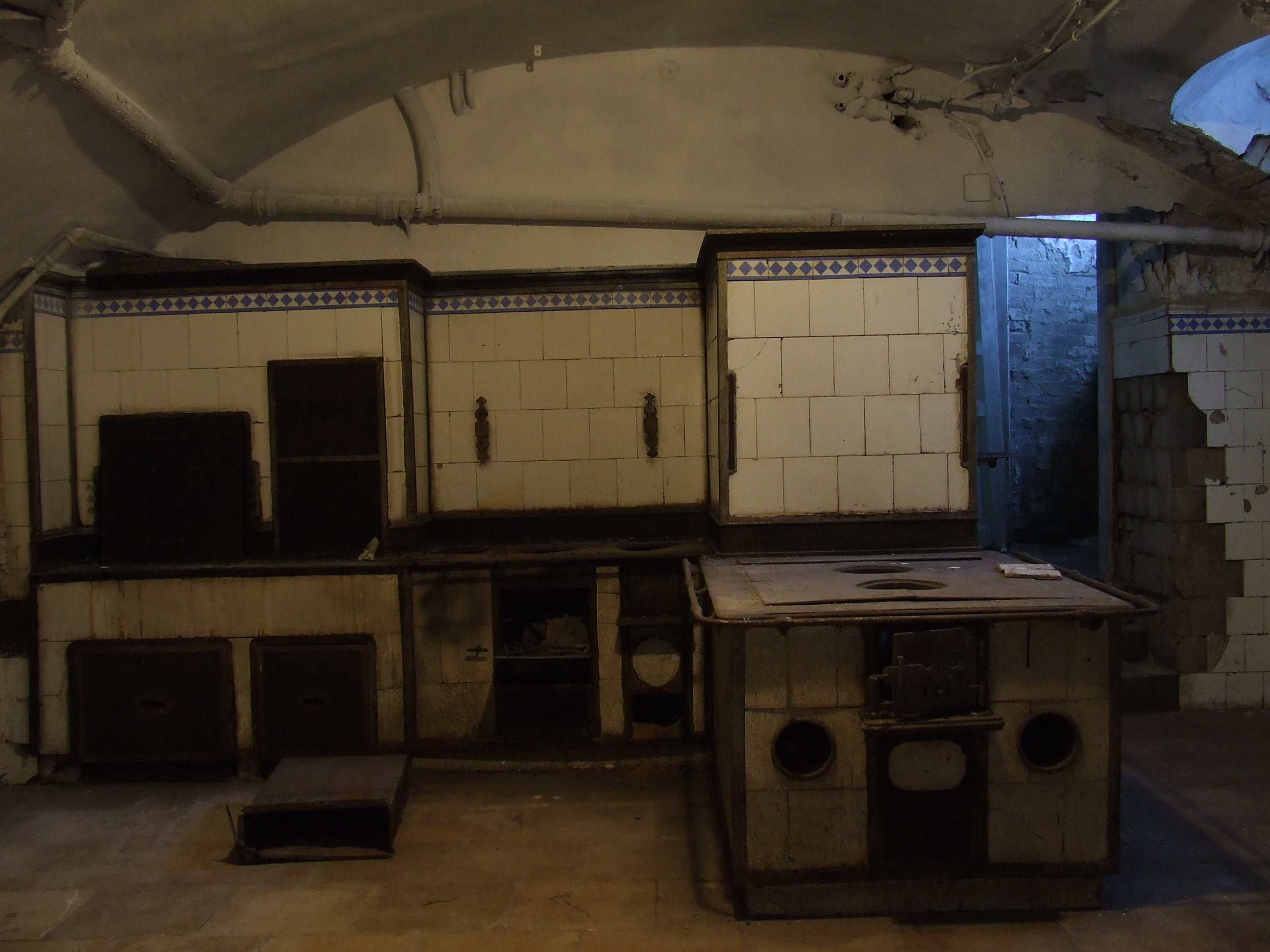